# 魏安仁
魏安仁，明朝官員，進士出身。
洪武十八年（1385年），魏安仁中式乙丑科二甲第六十六名進士，后因違法被貶為浙江按察司书吏，次年再被召京錄用。